# Tigers de Tampere
Les Tigers de Tampere sont un club finlandais de baseball basé à Tampere. Fondés en 2004 par Arni Hukari et Lassi Autio, ils n'ont pas remporté un seul titre du championnat de Finlande de baseball.

## Histoire
Au cours de sa première saison, l'équipe participe à deux tournois d'exhibition : ils remportent le second tournoi. Le nom de l'équipe, Tigers, vient de l'équipe japonaise des Hanshin Tigers. 
En 2005, les Tigers font leur première saison dans le Championnat de Finlande de baseball. Les Tigers comptent alors 18 joueurs et leur plus grande défaite est de 4-11. Les Tigers finissent 5e du championnat sur 6 et à la remise des trophées, Krogerus Tomi reçoit le titre de meilleur Rookie de l'année.
En 2006, les Tigers fixent leur objectif pour la 3e place, mais ils terminent la saison 5e de la ligue, n'ayant gagné que deux matchs, loin d'atteindre leur objectif. Cependant, l'aspect positif est le bon développement de leurs joueurs. En 2006, la fédération remet deux prix aux Tigers : Tuomo Mesimäki pour le meilleur Rookie de l'année et meilleur batteur de l'année pour Niko Wirgentius.
L'année 2007 est une énorme déception pour les Tigers. Ils perdent deux joueurs importants et réussissent tout juste à remporter un de leurs 12 matchs. Dans la coupe de Finlande de Baseball, ils arrivent à atteindre les demi-finales avant d'être éliminés dans le 5-in-a-row contre Espoo Expos. Les Tigers ont joué de nombreux matchs, mais ils ont perdu la finale en raison de leur manque d'expérience. 